# Mai Kivelä
Mai Kivelä, född 20 december 1982 i Helsingfors, är en finländsk politiker (Vänsterförbundet). Hon är ledamot av Finlands riksdag sedan 2019.
Kivelä blev invald i riksdagen i riksdagsvalet 2019 med 6 790 röster från Helsingfors valkrets. Hon omvaldes i riksdagsvalet 2023 med 6 177 röster från Helsingfors valkrets.